# Estadio Olímpico Sección 24
L'Estadio Olímpico Sección 24 est un stade de football mexicain.